# Beatriz Lyra
Beatriz Lyra (anhörenⓘ * 2. Mai 1930 in Canhotinho, Pernambuco als Beatriz Alcina de Lyra Andrade) ist eine brasilianische Schauspielerin.
Lyra ist vor allem als Darstellerin in Telenovelas bekannt. Ihre erste Rolle war 1971 in der Serie Lua-de-Mel e Amendoim, danach spielte sie immer wieder in bekannten Telenovelas, vorzugsweise Mütter oder ältere Freundinnen der Hauptdarsteller. Ihre bekannteste Rolle, mit der sie auch international bekannt wurde, war die der Dona Ester Almeida in der Erfolgsserie Die Sklavin Isaura. Noch heute ist Lyra eine vielgebuchte Schauspielerin, 2006 spielte sie die Mutter in der Telenovela O Profeta.